# Старшая жена
Старшая жена — в некоторых полигамных культурах (в том числе в семейной традиции тюркоязычных народов и у народов Севера) первая жена главы семьи, за которой в брак вступили одна или более других жён. В большинстве полигамных культур старшая жена имеет особый почётный статус, осуществляя после мужа все права на руководство семьей. Противоположностью старшей жены является младшая жена, которая вступила в брак последней.
У киргизов принят термин байбиче (байбише у казахов), название произошло путём соединения двух слов «бай» и «биче» (бай — муж, глава семьи, старший; биче — его жена, советница, хозяйка в доме). «Байбиче» нередко упоминается в поговорках: «Байды тууп алат, байбичени сатып алат» — «Хозяина родят, а хозяйку покупают» (по обычаю жена «покупается» за калым). Слово в данное время чаще всего употребляется не смысле "старшая жена", а как обращение к почтенной и уважаемой жене аксакала. Казахская поговорка отражает традиционное неравенство жён: «Старшая жена — приказ бога, младшая жена — хвост собаки».